# Éthiopiques
Éthiopiques är en samling CD-skivor med etiopiska och eritreanska sångare och musiker. Många av skivorna samlar olika singlar och album som utgavs av skivbolagen Amha Records, Kaifa Records och Philips-Ethiopia under 60- och 70-talen i Etiopien. Bland de mer framstående sångarna och musikerna från denna tid som medverkar på Éthiopiques-skrivor återfinns bland andra Alemayehu Eshete, Asnaketch Worku, Mahmoud Ahmed, Mulatu Astatke och Tilahun Gessesse. Ett antal av skivorna innehåller även nyare inspelningar.

## Överblick
Buda Musique, ett skivbolag ägnat åt Världsmusik, påbörjade utgivningen av Éthiopiques under 1997. De första skivorna sammanställde etiopisk musik från 60- och 70-talen. Några av de skivor som utgivits senare har varit inriktade på traditionell afrikansk musik, medan andra har fokuserat på enskilda musiker eller särskilda genrer. Fram till  och med början av 2015 har sammanlagt 29 skivor utgivits. Francis Falceto har varit producent för serien under hela utgivningen.

## Diskografi
- (1998) Éthiopiques Volume 1: The Golden Years of Modern Ethiopian Music, diverse artister
- (1998) Éthiopiques Volume 2: Tètchawèt! Urban Azmaris of the 90s, diverse artister
- (1998) Éthiopiques Volume 3: Golden Years of Modern Ethiopian Music, diverse artister
- (1998) Éthiopiques Volume 4: Ethio Jazz & Musique Instrumentale, 1969–1974, Mulatu Astatke
- (1999) Éthiopiques Volume 5: Tigrigna Music, diverse artister
- (1999) Éthiopiques Volume 6: Almaz, Mahmoud Ahmed
- (1999) Éthiopiques Volume 7: Ere Mela Mela, Mahmoud Ahmed
- (2000) Éthiopiques Volume 8: Swinging Addis, diverse artister
- (2001) Éthiopiques Volume 9, Alemayehu Eshete
- (2002) Éthiopiques Volume 10: Tezeta - Ethiopian Blues & Ballads, diverse artister
- (2002) Éthiopiques Volume 11: The Harp of King David, Alemu Aga
- (2003) Éthiopiques Volume 12: Konso Music and Songs, diverse artister
- (2003) Éthiopiques Volume 13: Ethiopian Groove, diverse artister
- (2003) Éthiopiques Volume 14: Negus of Ethiopian Sax, Getachew Mekurya
- (2003) Éthiopiques Volume 15: Jump to Addis, diverse artister
- (2004) Éthiopiques Volume 16: The Lady with the Krar, Asnaketch Worku
- (2004) Éthiopiques Volume 17, Tilahun Gessesse
- (2004) Éthiopiques Volume 18: Asguèbba! diverse artister
- (2005) Éthiopiques Volume 19: Alemye, Mahmoud Ahmed
- (2005) Éthiopiques Volume 20: Live in Addis, Either/Orchestra with Mulatu Astatke, Getachew Mekurya, Tsedenia G. Markos, Bahta Hewet, Michael Belayneh
- (2006) Éthiopiques Volume 21: Ethiopia Song, Emahoy Tsegue-Mariam Gebrou
- (2007) Éthiogroove (DVD): Mahmoud Ahmed & Either/Orchestra, with Tsedenia G. Markos
- (2007) Éthiopiques Volume 22: Alèmayèhu Eshèté, featuring Girma Bèyènè
- (2007) Éthiopiques Volume 23: Orchestra Ethiopia
- (2007) The Very Best of Éthiopiques: Hypnotic Grooves from the Legendary Series
- (2009) Éthiopiques Volume 24: Golden Years of Modern Ethiopian Music 1969–1975
- (2009) Éthiopiques Volume 25: Modern Roots 1971–1975
- (2010) Éthiopiques Volume 26: Mahmoud Ahmed & His Imperial Bodyguard Band 1972-74
- (2010) Éthiopiques Volume 27: Centennial of the First Ethiopian Recordings, Tèssèma Eshèté 1910
- (2011) The Very Best of Éthiopiques: Cult Hits from the Original Series
- (2013) Éthiopiques Volume 28: Great Oromo Music, Ali Mohammed Birra
- (2014) Éthiopiques Volume 29: Mastawesha, Kassa Tessema

## Fotnoter
1. ↑  Joe Boyd (1 oktober 2012). ”Womex Award - Francis Falceto”. womex.com. Arkiverad från originalet den 7 december 2014. https://web.archive.org/web/20141207205116/http://www.womex.com/realwomex/2011/Francis_Falceto.html. Läst 10 januari 2015.
2. ↑  Addis Rumble Staff (7 augusti 2012). ”Ethiopiques at vol. 27: Francis Falceto interviewed”. Addis Rumble. Arkiverad från originalet den 12 januari 2015. http://archive.wikiwix.com/cache/20150112190746/http://addisrumble.com/?p=1999%2F. Läst 10 januari 2015.